# Powiat Randow

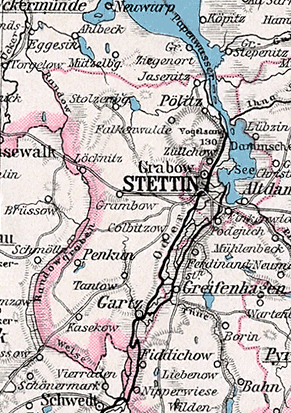
Mapa powiatu Randow, 1905

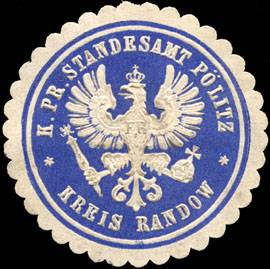
Pieczęć urzędu stanu cywilnego w Policach, powiat Randow

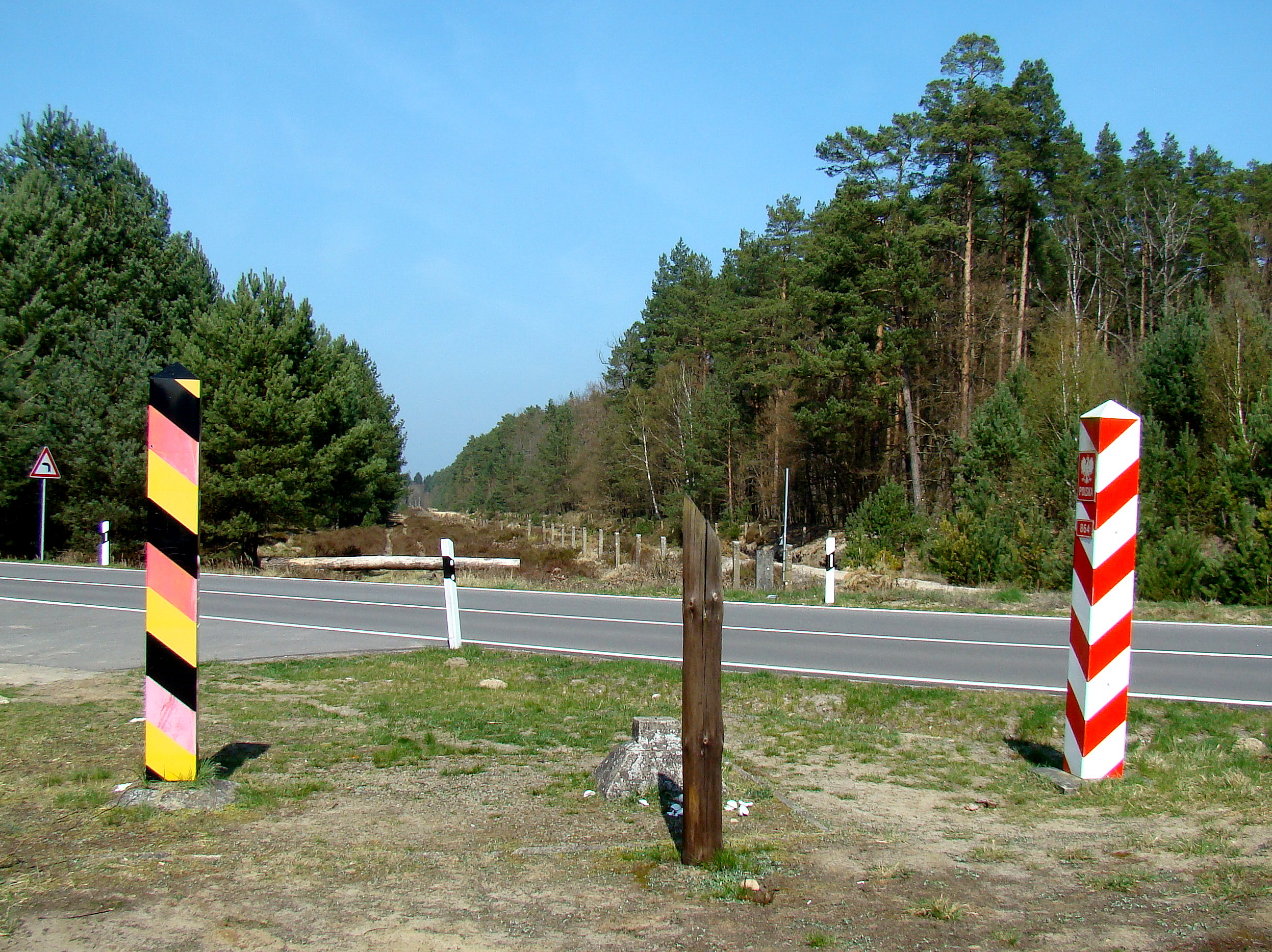
Granica polsko-niemiecka przecina dawny powiat Randow (2009)

Powiat Randow (niem. Landkreis Randow, Kreis Randow) – prusko-niemiecka jednostka podziału terytorialnego w latach 1818–1939, powiat w prowincji Pomorze, w rejencji szczecińskiej. Teren dawnego powiatu leży obecnie w Polsce, w województwie zachodniopomorskim – w powiecie polickim i mieście Szczecin oraz w Niemczech, w kraju związkowym Meklemburgia-Pomorze Przednie (powiat Vorpommern-Greifswald) i w kraju związkowym Brandenburgia (powiat Uckermark).
Siedzibą powiatu był Szczecin, w którym znajdowała się landratura.

## Historia i obszar
Powiat Randow został utworzony 1 stycznia 1818 po kongresie wiedeńskim, gdy została zarządzona reorganizacja podziału administracyjnego Królestwa Prus.
Powiat Randow na dzień 14 października 1939 r. obejmował:
- cztery miasta: Altdamm (Dąbie), Gartz (Oder), Penkun i Pölitz (Police)
- 99 gmin (m.in. Messenthin (Mścięcino), Warsow (Warszewo), Podejuch (Podjuchy), Boblin (Bobolin), Grambow i Daber (Dobra Szczecińska))
- cztery niezamieszkane obszary niemunicypalne: Forst Buchheide (Puszcza Bukowa), Dammscher See (jezioro Dąbie) oraz Forst Falkenwalde (las tanowski) i Forst Stolzenburg (las stolecki) na obszarze Puszczy Wkrzańskiej[1].

Powiat Randow został zlikwidowany 15 października 1939 r. uchwałą. Na jej podstawie do obszarów miejskich Szczecina włączono 31 gmin powiatu (Wielkie Miasto Szczecin), a resztę obszaru podzielono między powiaty Ueckermünde, Greifenhagen i Naugard.
W 1945 roku Polsce po konferencji poczdamskiej przypadła wschodnia i środkowa (część ziem dopiero po likwidacji tzw. Enklawy polickiej) strona dawnego powiatu Randow. W roku 1946 Polską część dawnego powiatu Randow przyłączono do powiatu szczecińskiego w nowo utworzonym woj. szczecińskim.
Obecnie dawne terytorium powiatu obejmują niemieckie powiaty Vorpommern-Greifswald i Uckermark oraz polski powiat policki i miasto Szczecin.

## Nazwa
Nazwa powiatu wzięła się od rzeki Randow (pol. Rędowa), na której była wyznaczona jego zachodnia granica.